# Тэсс
«Тэсс» (англ. Tess) — экранизация классического романа Томаса Харди «Тэсс из рода д’Эрбервиллей» (1891), поставленная в 1979 году на севере Франции режиссёром Романом Полански при финансовой и организационной поддержке продюсера Клода Берри. На момент премьеры это был самый крупнобюджетный проект в истории французского кинематографа. Роль Тэсс исполнила 17-летняя Настасья Кински.

## Сюжет
Действие фильма происходит в викторианской Англии (третья четверть XIX века). Крестьянин Джон Дарбифилд узнает, что принадлежит к аристократическому роду д’Эрбервиллей. В надежде получить какую-нибудь выгоду он отправляет свою дочь Тэсс в их поместье. «Кузен» Алек совращает её, Тэсс уезжает домой беременной. Вскоре её ребёнок умирает. В действительности Алек д’Эрбервилль — нувориш, который не состоит в родстве с Дарбифилдом, ибо его отец купил права на аристократические титул и имя.
Тэсс находит свою настоящую любовь — Энджела Клэра, сына пастора, исполненного возвышенных идей и радужных планов на будущее. В свадебную ночь она рассказывает ему о своём прошлом. Энджел не может её простить и уезжает в Бразилию. В его отсутствие Алек д’Эрбервилль начинает преследовать Тэсс. После смерти отца мать Тэсс и младшие дети остаются без дома, и Тэсс вынуждена вернуться к Алеку, который обещает заботиться о её семье. 
Через некоторое время, решив вернуться к жене, из Бразилии возвращается Энджел Клэр. Он разыскивает Тэсс в курортном Сэндборне, просит простить его, но вскоре понимает, что та живёт с Алеком. Потрясённый Энджел уходит. Его догоняет Тэсс и говорит, что убила Алека. Энджел понимает, как сильно его любит Тэсс. Они проводят несколько дней в лесах, скрываясь от полиции. У подножия древнего Стоунхенджа полиция окружает их и берёт Тэсс под стражу.

## В ролях
- Настасья Кински — Тэсс Дарбифильд
- Ли Лоусон — Алек д’Эрбервилль
- Питер Фёрт — Энджел Клэр
- Джон Коллин — Джон Дарбифильд

## Работа над фильмом
Полански посвятил фильм своей жене Шэрон Тэйт, убитой в 1969 году. Связано это с тем, что при их последней встрече Шэрон дала ему томик с романом Гарди, заметив, что из него получился бы прекрасный фильм. Главную роль в «Тэсс» сыграла новая возлюбленная режиссёра — Настасья Кински. 
Съёмки английской глубинки, затянувшиеся на 8 месяцев, проходили на севере Франции (Нормандия и Бретань), т. к. Полански в это время находился в розыске и опасался экстрадиции из Великобритании в США. По требованию режиссёра пейзажи заранее (иногда за месяцы для съёмок) приводили в доиндустриальный вид; для съёмок финала пришлось даже выстроить макет Стоунхенджа.

## Режиссура
Фильм «Тэсс» был удостоен «Оскара» за образцовую операторскую работу. Оператор Джеффри Ансуорт («Космическая одиссея 2001 года») скоропостижно скончался, когда съёмки были в самом разгаре. Фильм доснял Гислен Клоке, и специалисты указывают на некоторую неоднородность сцен, над которыми работали разные операторы.
Хотя Полански заявляет, что при воссоздании сцен крестьянской жизни XIX века вдохновлялся воспоминаниями о своём детстве в «средневековой польской глубинке», где он прятался после побега из краковского гетто, в художественном решении фильма находят сходство с реалистическими полотнами Гюстава Курбе и Жана Франсуа Милле.
Отдельные сцены решены режиссёром в символическом ключе. Например, изнасилование Тэсс происходит в тумане, что тонко оттеняет сумбур и неопределённость чувств девушки, не понимающей, что происходит. В финале эмоциональная зрелость Тэсс и её готовность пойти на преступление подчёркнуты ярко-пунцовым костюмом, который резко контрастирует с белыми платьями, составлявшими прежде её гардероб. Этот «цвет греха» входит в фильм ещё в начале, когда Алек предлагает Тэсс отведать плод клубники.

## Полански и Харди
Фильм Поланского довольно точно следует сюжету романа. Однако взгляд режиссёра на человеческую природу пессимистичнее взгляда писателя. Поланскому чужда вера Харди в предопределение и силу рока. Трагическая судьба Тэсс представлена им как дело рук человеческих, причём вина в равной степени распределена между высшими (Алек) и низшими классами (ленивый пьяница-отец, расчетливая мать). Не остаются в стороне также организованная религия (разговор Тэсс с лицемерным пастором) и парадоксально родственная ей идеология социализма, так как Энджел отвергает девушку из-за своих марксистских убеждений:

Капиталист — представитель высших классов — насилует Тэсс, так как она бедна и принадлежит к слабому полу, а силы социальной революции, которые должны были бы по идее прийти на спасение, на деле отвергают её из-за недостаточной «пролетарскости».
Концовка на фоне Стоунхенджа вводит в фильм мотив жертвоприношения. Девушка отправляет себя на плаху, чтобы провести несколько часов в объятиях любимого, т. е. приносит себя в жертву любви к Энджелу. С другой стороны, это родители принесли её в жертву, отправив приживалкой в дом богатых родственников. На протяжении всего фильма подчёркиваются виктимность и пассивность героини, безвыходность её положения, что вызывает возражения со стороны специалистов по творчеству Харди.

## Музыка
Пронзительную музыку для фильма написал Филипп Сард, ранее работавший с Поланским над «Жильцом». По словам композитора, в «Тэсс» музыка является неотъемлемой частью сюжета: «Когда Тэсс насилуют, её насилует именно музыка, именно она показывает, что происходит нечто и вправду ужасное, ведь на экране в этот момент сложно что-то разобрать».

## Успех
Фильм Поланского имел успех как у кинокритиков, так и в прокате, только в Северной Америке собрав 20 миллионов долларов. На Каннском фестивале 2012 года Полански и Кински представили отреставрированную версию картины в секции «Каннская классика». 
После выхода фильма критики обращали внимание на рифму между сексуальным скандалом, в центре которого незадолго до этого оказался режиссёр, и основной сюжетной коллизией ленты (соблазнение невинной девушки ловеласом, стоящим неизмеримо выше её по социальной лестнице). По аналогии с «Барри Линдоном» (1975) и «Днями жатвы» (1978) «Тэсс» превозносили главным образом за поверхностную «картинность» или, как выразилась Полин Кейл, за «неспешный поток пейзажей барбизонской школы». Почти все рецензенты отмечали прежде не свойственный для Поланского лиризм и удачный выбор исполнительницы главной роли.
Премии
- Кинопремия «Оскар» (1981) — лучшая операторская работа, лучшая работа художника-постановщика, лучший дизайн костюмов. Номинации — лучшая режиссура, лучший фильм, лучшая музыка.
- Кинопремия «Золотой глобус» (1981) — лучший иностранный фильм, новая звезда года (актриса) — Настасья Кински. Номинации — лучшая режиссура, лучшая актриса.
- Национальная кинопремия Франции «Сезар» (1980) — лучший режиссёр, лучший фильм, лучшая работа художника-постановщика.
- Премия «Британской академии кино и телевидения» (1982) — лучшая работа художника-постановщика.